# Рожновский, Антон Александрович
Антон Александрович Рожно́вский (июль 1902—1988) — советский инженер и учёный, изобретатель башни Рожновского.

## Биография
Родился в 1902 году в Москве. Внебрачный сын костюмера Большого театра.
После окончания Мещанского училища работал конторщиком канцелярии Александровской дороги. Затем окончил курсы телеграфных надсмотрщиков и электротехникум НКПС. Несколько лет работал электромонтёром.
- 1927 — сотрудник научно-технического комитета НКПС;
- 1928 — начальник отдела сильных токов и бюро энергетики ЦНИИ связи и электротехники (ЦНИИУ).

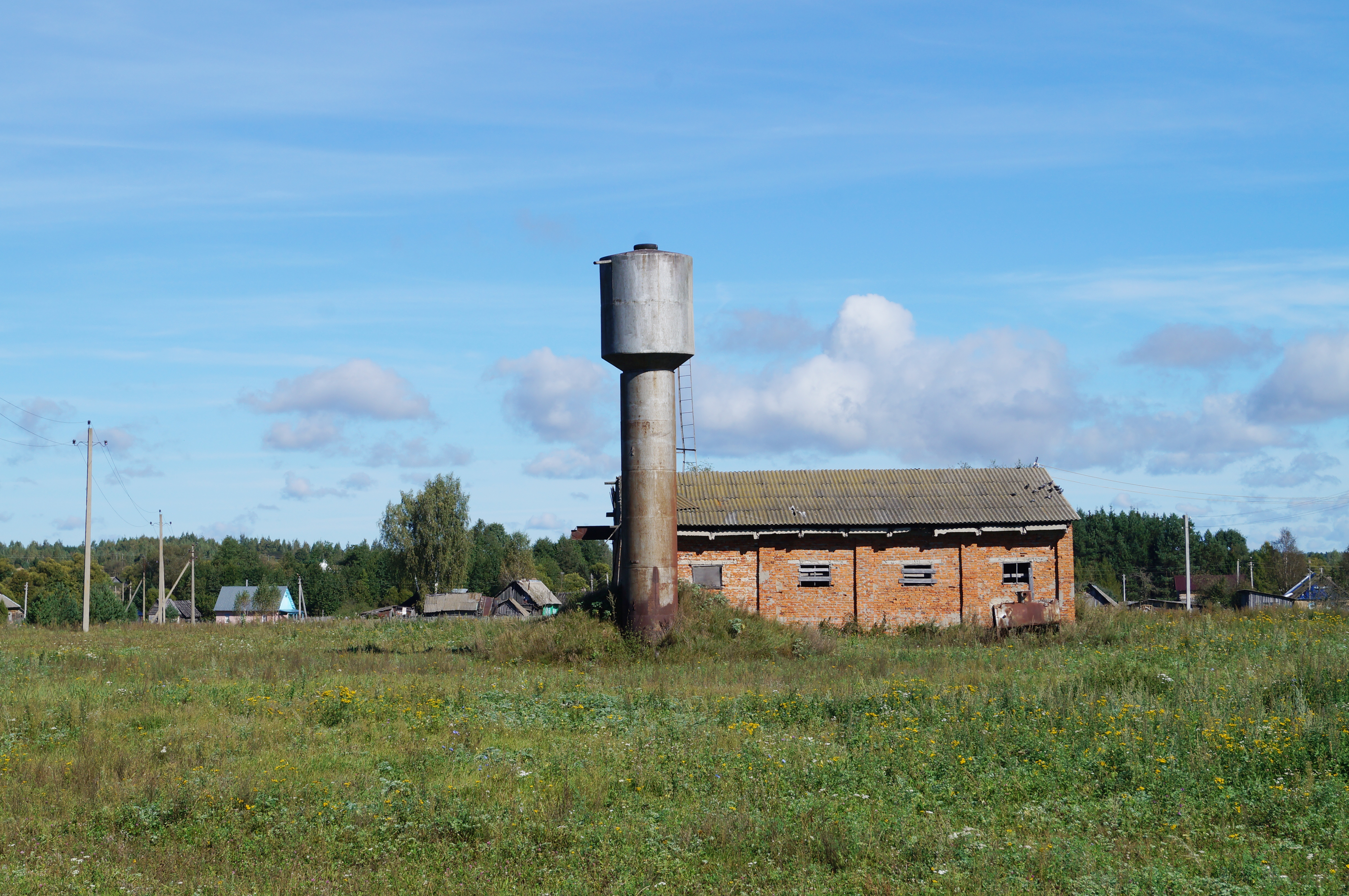
Башня Рожновского в сельской местности

С 1930 года — инженер, начальник сектора водоснабжения Института транспортного строительства (ЦИС, ЦНИИ железнодорожного строительства).
В 1929—1930 годах изобрёл гидропневматический аккумулятор, затем (совместно с Н. И. Андреевым) — ускоритель подачи воды на паровоз.
В 1936 году упоминается как главный инженер Конторы пневматического водоснабжения НКПС СССР.
В 1936 году предложил проект незамерзающей металлической водонапорной башни. Решением Комитета по делам изобретений и Госстроя СССР полносборным башням его конструкции в 1953 г. было присвоено имя изобретателя. 
1942 год - главный инженер конторы пневматического водоснабжения НКПС.
Во время Великой Отечественной войны — начальник спецформирования Главного управления восстановительных работ на железных дорогах.
В июле 1945 года упоминается как начальник конторы «Стройводпневматика».
С 1951 года научный сотрудник ВНИИ электрификации сельского хозяйства. Руководил работами по внедрению цельнометаллических водонапорных башен в сельское хозяйство (башни Рожновского).
С 1970-х годов старший научный сотрудник Центрального научно-исследовательского и проектного института типового и экспериментального проектирования животноводческих комплексов (Гипронисельхоз).
Автор научных трудов и учебных пособий.

## Награды и премии
- Сталинская премия III степени (10 апреля 1942) — за изобретение ускорителя набора воды в паровозы
- орден Трудового Красного Знамени (29.07.1945)[1]
- орден Знак Почёта[2]
- премия Совета министров СССР (1978) — за работы по усовершенствованию водоснабжения сельскохозяйственных предприятий
- заслуженный изобретатель РСФСР (1980)[3]

## Сочинения
- Электропроводки внутри зданий: [Текст] / Инж. А. А. Рожновский. — М.—Л.: Государственное научно-техническое издательство, 1932. — 87 с.: ил.; 22 см.